# Акзигитово
Акзиги́тово (тат. Акъегет) — село в Зеленодольском районе  Республики Татарстан Российской Федерации. Является административным центром Акзигитовского сельского поселения.

## География
Село находится на границе с Чувашской Республикой, в 48 километрах к юго-западу от города Зеленодольск. 

## История
В «Списке населенных мест по сведениям 1859 года», изданном в 1866 году, населённый пункт упомянут как казённая деревня Акзечитова (Ишметова) 2-го стана Цывильского уезда Казанской губернии. Располагалась при речке Му-сирме, по правую сторону Казанского коммерческого тракта, в 46 верстах от уездного города Цивильска и в 25 верстах от становой квартиры в казённом селе Можарка (Козмодемьянское). В деревне в 224 дворах жили 1321 человек (647 мужчин и 674 женщины). Была мечеть.
В 1909 году купцы Яушевы из Троицка Оренбургской губернии выделили 5000 рублей на сооружение мечети в Акзигитово.

## Население
| 1782 | 1834 | 1850 | 1859 | 1897 | 1908 | 1926 | 1938 | 1949 | 1958 | 1970 | 1979 | 1989 | 2000 | 2002 | 2010 | 2017 |
| ---- | ---- | ---- | ---- | ---- | ---- | ---- | ---- | ---- | ---- | ---- | ---- | ---- | ---- | ---- | ---- | ---- |
| 223  | 693  | 1044 | 1321 | 2312 | 3101 | 1300 | 1439 | 815  | 725  | 796  | 595  | 432  | 401  | 387  | 334  | 314  |

Национальный состав
Согласно результатам переписи 2002 года, в национальной структуре населения села татары составляли 99% из 387 человек.

## Экономика
Полеводство, скотоводство.

## Религия
Мечеть — архитектурный памятник конца XIX века.

## Известные люди
- Шайхулла Шафигуллович Шафигуллин (тат. Шәйхулла Шәфигулла улы Шәфигуллин 1853 – ?) — купец, основатель Иркутской соборной мечети. Гласный Иркутской городской думы (1906 –  23 марта 1917)[6].
- Гарайша Давлеевич Абубакиров (тат. Гәрәйша Дәүләтша улы Әбүбәкерев 24 августа 1927 — 9 октября 2009) — советский работник угольной промышленности, бригадир проходчиков[7], Герой Социалистического Труда (1966).
- Усман Гафиятович Альмеев (тат. Усман Гафият улы Әлмиев) (1915—2011) ― советский татарский певец (лирический тенор), солист Татарского театра оперы и балета имени Мусы Джалиля, солист Татарской филармонии имени Габдуллы Тукая, народный артист Татарской АССР